# Carlos Briner
Carlos Edgardo Briner (Bell Ville, Unión, Provincia de Córdoba, Argentina) es un médico y político argentino perteneciente a la Unión Cívica Radical, fue intendente de la ciudad de Bell Ville entre 2015 y 2023. Actualmente es Legislador provincial de Córdoba por el Departamento Unión.

## Biografía
Nació en la ciudad de Bell Ville y es médico de profesión.

### Trayectoria política

#### Intendente de Bell Ville (2015-2023)
Briner mostró interés en buscar la intendencia en su ciudad, lo que llevó al radicalismo a nombrarlo candidato a las elecciones de 2015, donde lograría un triunfo importante y vencería luego de 16 años de peronismo. En 2019 Briner resultó reelecto como intendente tras una aplastante victoria con el 70,63 %.
Para las elecciones provinciales de Córdoba de 2019 el también intendente Ramón Javier Mestre elige a Briner como su candidato a vicegobernador. Finalmente esta fórmula saldría tercera debajo del peronista Juan Schiaretti y el también radical Mario Negri.

#### Legislador provincial por el Departamento Unión (2023-actualidad)
En las elecciones provinciales de Córdoba de 2023 fue candidato a legislador provincial por el departamento Unión, venciendo al candidato peronista Andrés Bevilacqua de Hacemos Unidos por Córdoba y a otros más. Asumió su banca el 10 de diciembre del 2023.
Briner se ha mostrado opositor a la vicegobernadora, Myrian Prunotto por votar muchas leyes en contra que hubiesen beneficiado a la provincia que presentó la oposición. En marzo de 2024 presentó un proyecto para que haya vacunación gratuita contra el dengue en la provincia debido a los 102.898 casos, pero fue rechazada por el oficialismo y aliados en el debate del 1 de abril. Tras la detención del subjefe de la Policía provincial por corrupción en el mes de septiembre del 2024, Briner pidió la pronta renuncia del ministro de seguridad de la provincia,Juan Pablo Quinteros y de toda la cúpula policiaca al gobernador Martín Llaryora. Este tema lo llevó a debatir en la legislatura con apoyo de todo el interbloque Juntos por el Cambio en especial del bloque Frente Cívico (fuerza que Quinteros perteneció).
El 4 de diciembre de 2024, Briner presentó un proyecto para reformar la constitución provincial del 2001 donde pide que vuelva la bicameral (Cámara de diputados provincial y senado provincial) para un mejor control,además de que exista en las elecciones la segunda vuelta este proyecto de debatirá recién en 2025.
En la legislatura pertenece a las siguientes comisiones:
- Comisión de Adicciones y Culto
- Comisión de Salud
- Comisión de Educación

## Historia electoral

### Elecciones Intendente de Bell Ville 2015
| Candidato     | Alianza/Coalición | Porcentaje |
| ------------- | ----------------- | ---------- |
| Carlos Briner | Cambiemos         | 42,8%      |
| Abraham Galo  | Unión por Córdoba | 22,3%      |

### Elecciones Intendente de Bell Ville 2019
| Candidato     | Alianza/Coalición           | Porcentaje |
| ------------- | --------------------------- | ---------- |
| Carlos Briner | Juntos por el Cambio        | 70,63%     |
| Ivan Vieyra   | Hacemos Unidos por Córdoba  | 23,70%     |
| Martín Gila   | Frente Bell Ville con Todos | 4,01%      |

### Elecciones Legislador Provincial 2023
| Unión 1 Legislador            | Unión 1 Legislador    | Unión 1 Legislador                             | Unión 1 Legislador | Unión 1 Legislador |
| Candidato                     | Partido               | Partido                                        | Votos              | %                  |
| ----------------------------- | --------------------- | ---------------------------------------------- | ------------------ | ------------------ |
| Carlos Edgardo Briner (UCR)   |                       | Juntos por el Cambio                           | 26.586             | 49,59              |
| Ángel Andrés Bevilacqua       |                       | Hacemos Unidos por Córdoba                     | 22.144             | 41,30              |
| Alan González                 |                       | La Libertad Avanza                             | 1.186              | 2,21               |
| Francisco Eduardo Argüello    |                       | Creo en Córdoba de Todos                       | 942                | 1,76               |
| Jorge Luis Valenti            |                       | Encuentro Vecinal Córdoba                      | 703                | 1,31               |
| Maximiliano Escudero          |                       | Partido Humanista                              | 528                | 0,98               |
| Joaquín Bourdieu              |                       | Frente de Izquierda y de Trabajadores - Unidad | 468                | 0,87               |
| Matías Jesús Ferreyra         |                       | Partido Popular                                | 418                | 0,78               |
| Gabriela Beatriz Calvente     |                       | Frente Liberal Demócrata Desarrollista         | 340                | 0,63               |
| Eliana Romina Ferrel Dreiling |                       | Movimiento al Socialismo                       | 300                | 0,56               |
| Votos positivos               | Votos positivos       | Votos positivos                                | 53.615             | 83,48              |
| Votos en blanco               | Votos en blanco       | Votos en blanco                                | 8.919              | 13,89              |
| Votos nulos                   | Votos nulos           | Votos nulos                                    | 1.690              | 2,63               |
| Participación                 | Participación         | Participación                                  | 64.224             | 66,74              |
| Electores registrados         | Electores registrados | Electores registrados                          | 96.227             | 100                |